# Erepsija
Erepsija (lat. Erepsia), rod grmova iz južnoafričke Republike pronađenih uglsavnom u provinciji Western Cape. Oko 30 vrsta, tipična je E. inclaudens (Haw.) Schwantes.
Kensicija je nekada uključivana u samostalni rod.

## Vrste
1. Erepsia anceps (Haw.) Schwantes
2. Erepsia aperta L.Bolus
3. Erepsia aristata (L.Bolus) Liede & H.E.K.Hartmann
4. Erepsia aspera (Haw.) L.Bolus
5. Erepsia babiloniae Liede
6. Erepsia bracteata (Aiton) Schwantes
7. Erepsia brevipetala L.Bolus
8. Erepsia × caledonica L.Bolus
9. Erepsia distans L.Bolus
10. Erepsia dubia Liede
11. Erepsia dunensis (Sond.) Klak
12. Erepsia esterhuyseniae L.Bolus
13. Erepsia forficata (L.) Schwantes
14. Erepsia gracilis (Haw.) L.Bolus
15. Erepsia hallii L.Bolus
16. Erepsia heteropetala (Haw.) Schwantes
17. Erepsia inclaudens (Haw.) Schwantes
18. Erepsia insignis (Schltr.) Schwantes
19. Erepsia lacera (Haw.) Liede
20. Erepsia oxysepala (Schltr.) L.Bolus
21. Erepsia patula (Haw.) Schwantes
22. Erepsia pentagona (L.Bolus) L.Bolus
23. Erepsia pillansii (Kensit) Liede
24. Erepsia polita (L.Bolus) L.Bolus
25. Erepsia polypetala (A.Berger & Schltr.) L.Bolus
26. Erepsia promontorii L.Bolus
27. Erepsia ramosa L.Bolus
28. Erepsia saturata L.Bolus
29. Erepsia simulans (L.Bolus) Klak
30. Erepsia steytlerae L.Bolus
31. Erepsia urbaniana (Schltr.) Schwantes
32. Erepsia villiersii L.Bolus